# نادي باث سيتي
نادي باث سيتي (بالإنجليزية: Bath City Football Club )‏ هو نادي كرة قدم بريطاني تأسس في 1889، يقع مقره الرئيسي في باث، ويلعب في دوري الجنوب الوطني.

## وصلات خارجية
- الموقع الرسمي